# Sempringham
Sempringham – wieś w Anglii, w hrabstwie Lincolnshire, w dystrykcie South Kesteven, w civil parish Pointon and Sempringham. Leży 42 km na południe od Lincoln i 153 km na północ od Londynu.
W 1921 roku civil parish liczyła 112 mieszkańców. Sempringham jest wspomniana w Domesday Book (1086) jako S(e)pingeham/Stepingeham.